# Föníciai lépcsők
A föníciai lépcsők (olaszul La Scala Fenicia) hosszú, meredek lépcsősor Capri szigetén, amely összeköti Caprit Anacaprival.

## Története
Noha neve arra utal, hogy a föníciaiak építették, a régészek véleménye szerint azonban a szigeten az ókorban megtelepedő görögök építhették. Más helyi hagyományok szerint Tiberius római császár építtette a 777 lépcsőt a mai Anacapri területén álló egykori villájához (ma Villa San Michele).  Az autóút megépítése előtt ez volt az egyetlen közlekedési útvonal a két település között. A lépcsősor a capri nagy kikötő (Marina Grande) mellől indul és az anacapri Villa San Michele szomszédságában ér véget.